# Hodkovce
Hodkovce (in ungherese Hatkóc) è un comune della Slovacchia facente parte del distretto di Košice-okolie, nella regione di Košice.